# SPAR Premium League 1 Playoffs 2024
Die SPAR Premium League 1 Playoffs 2024 sind die Play-offs der SPAR Premium League 1 2023/24. Sie sind die 13. Play-offs der Schweizer SPAR Premium League 1.

## Modus

### Halbfinal
Der Erste spielt gegen den Vierten der Finalrunde und der Zweite gegen den Dritten in einem Best-of-Three-Format.

### Final
Die Sieger der Halbfinals spielen um den Schweizer Meistertitel in einem Best-of-Five-Format.

## Playoffs-Baum
|  | Halbfinal | Halbfinal          | Halbfinal          | Halbfinal | Halbfinal |          |    | Final | Final        | Final | Final    | Final | Final | Final |
|  |           |                    |                    |           |           |          |    |       |              |       |          |       |       |       |
|  | 1         | LC Brühl           | 28                 | 30        |           |          |    |       |              |       |          |       |       |       |
|  | 4         | HSC Kreuzlingen    | 21                 | 22        |           |          |    |       |              |       |          |       |       |       |
|  | 4         | HSC Kreuzlingen    | 21                 | 22        | 1         | LC Brühl | 29 | 26    | 31           | 26    | 31 n. V. |       |       |       |
|  |           |                    |                    |           |           | LC Brühl | 29 | 26    | 31           | 26    | 31 n. V. |       |       |       |
|  |           | 3                  | GC Amicitia Zürich | 27        | 27        | 32 n. V. | 25 | 30    |              |       |          |       |       |       |
|  | 2         | 3                  | GC Amicitia Zürich | 27        | 27        | 32 n. V. | 25 | 30    | Spono Eagles | 28    | 23       | 38    |       |       |
|  | 2         |                    |                    |           |           |          |    |       | Spono Eagles | 28    | 23       | 38    |       |       |
|  | 3         | GC Amicitia Zürich | 25                 | 24        | 39 n. S.  |          |    |       |              |       |          |       |       |       |

## Spiele

### Halbfinal

#### (1) LC Brühl gegen (4) HSC Kreuzlingen
Übersicht
| Samstag, 4. Mai 2024 17:30 Uhr | LC Brühl Handball      | 28:21        | HSC Kreuzlingen        | Kreuzbleiche, St. Gallen Zuschauer: 600 Schiedsrichter: Keiser & Zaugg |
| Samstag, 4. Mai 2024 17:30 Uhr | meiste Tore: Wolff (9) | (12:9)       | meiste Tore: Marku (6) | Kreuzbleiche, St. Gallen Zuschauer: 600 Schiedsrichter: Keiser & Zaugg |
| Samstag, 4. Mai 2024 17:30 Uhr | Strafen: 2× 1×         | Spielbericht | Strafen: 3×            | Kreuzbleiche, St. Gallen Zuschauer: 600 Schiedsrichter: Keiser & Zaugg |

| Mittwoch, 8. Mai 2024 19:30 Uhr | HSC Kreuzlingen        | 22:30        | LC Brühl Handball          | Sporthalle Egelsee, Kreuzlingen Zuschauer: 280 Schiedsrichter: H. Albert & O. Albert |
| Mittwoch, 8. Mai 2024 19:30 Uhr | meiste Tore: Marku (7) | (9:18)       | meiste Tore: 4 players (4) | Sporthalle Egelsee, Kreuzlingen Zuschauer: 280 Schiedsrichter: H. Albert & O. Albert |
| Mittwoch, 8. Mai 2024 19:30 Uhr | Strafen: 2×            | Spielbericht | Strafen: 1× 6×             | Sporthalle Egelsee, Kreuzlingen Zuschauer: 280 Schiedsrichter: H. Albert & O. Albert |

#### (2) Spono Eagles gegen (3) GC Amicitia Zürich
Übersicht
| Samstag, 4. Mai 2024 19:00 Uhr | Spono Eagles            | 28:25        | GC Amicitia Zürich               | SPZ, Nottwil Zuschauer: 800 Schiedsrichter: Müller & Schaad |
| Samstag, 4. Mai 2024 19:00 Uhr | meiste Tore: Amrein (7) | (15:11)      | meiste Tore: Baumann & Meier (7) | SPZ, Nottwil Zuschauer: 800 Schiedsrichter: Müller & Schaad |
| Samstag, 4. Mai 2024 19:00 Uhr | Strafen: 1× 2×          | Spielbericht | Strafen: 1×                      | SPZ, Nottwil Zuschauer: 800 Schiedsrichter: Müller & Schaad |

| Mittwoch, 8. Mai 2024 19:30 Uhr | GC Amicitia Zürich     | 24:23        | Spono Eagles            | Saalsporthalle, Zürich Zuschauer: 526 Schiedsrichter: Abalo & Maurer |
| Mittwoch, 8. Mai 2024 19:30 Uhr | meiste Tore: Meier (8) | (13:14)      | meiste Tore: Bucher (9) | Saalsporthalle, Zürich Zuschauer: 526 Schiedsrichter: Abalo & Maurer |
| Mittwoch, 8. Mai 2024 19:30 Uhr | Strafen: 2×            | Spielbericht | Strafen: 2×             | Saalsporthalle, Zürich Zuschauer: 526 Schiedsrichter: Abalo & Maurer |

| Sonntag, 12. Mai 2024 18:00 Uhr | Spono Eagles             | 38:39 n. S.                        | GC Amicitia Zürich          | SPZ, Nottwil Zuschauer: 800 Schiedsrichter: H. Albert & O. Albert |
| Sonntag, 12. Mai 2024 18:00 Uhr | meiste Tore: Bucher (10) | (15:12), (25:25), (30:30), (33:33) | meiste Tore: Schläpfer (10) | SPZ, Nottwil Zuschauer: 800 Schiedsrichter: H. Albert & O. Albert |
| Sonntag, 12. Mai 2024 18:00 Uhr | Strafen: 1× 5×           | Spielbericht                       | Strafen: 2×                 | SPZ, Nottwil Zuschauer: 800 Schiedsrichter: H. Albert & O. Albert |

### Final:(1) LC Brühl gegen (3) GC Amicitia Zürich
Übersicht
| Mittwoch, 15. Mai 2024 18:15 Uhr | LC Brühl Handball       | 29:27        | GC Amicitia Zürich    | Kreuzbleiche, St. Gallen Zuschauer: 710 Schiedsrichter: L. Hardegger & S. Hardegger |
| Mittwoch, 15. Mai 2024 18:15 Uhr | meiste Tore: Wolff (10) | (15:15)      | meiste Tore: Bopp (7) | Kreuzbleiche, St. Gallen Zuschauer: 710 Schiedsrichter: L. Hardegger & S. Hardegger |
| Mittwoch, 15. Mai 2024 18:15 Uhr | Strafen: 5×             | Spielbericht | Strafen: 1× 4×        | Kreuzbleiche, St. Gallen Zuschauer: 710 Schiedsrichter: L. Hardegger & S. Hardegger |

| Samstag, 18. Mai 2024 17:30 Uhr | GC Amicitia Zürich    | 27:26        | LC Brühl Handball        | Saalsporthalle, Zürich Zuschauer: 845 Schiedsrichter: Müller & Schaad |
| Samstag, 18. Mai 2024 17:30 Uhr | meiste Tore: Bopp (9) | (15:12)      | meiste Tore: Altherr (8) | Saalsporthalle, Zürich Zuschauer: 845 Schiedsrichter: Müller & Schaad |
| Samstag, 18. Mai 2024 17:30 Uhr | Strafen: 1× 6×        | Spielbericht | Strafen: 2× 3×           | Saalsporthalle, Zürich Zuschauer: 845 Schiedsrichter: Müller & Schaad |

| Mittwoch, 22. Mai 2024 18:15 Uhr | LC Brühl Handball        | 31:32 n. 2. V.            | GC Amicitia Zürich     | Kreuzbleiche, St. Gallen Zuschauer: 1100 Schiedsrichter: Brunner & Salah |
| Mittwoch, 22. Mai 2024 18:15 Uhr | meiste Tore: Altherr (8) | (16:16), (27:27), (29:29) | meiste Tore: Wick (10) | Kreuzbleiche, St. Gallen Zuschauer: 1100 Schiedsrichter: Brunner & Salah |
| Mittwoch, 22. Mai 2024 18:15 Uhr | Strafen: 3×              | Spielbericht              | Strafen: 2× 3×         | Kreuzbleiche, St. Gallen Zuschauer: 1100 Schiedsrichter: Brunner & Salah |

| Samstag, 25. Mai 2024 17:30 Uhr | GC Amicitia Zürich      | 25:26        | LC Brühl Handball      | Saalsporthalle, Zürich Zuschauer: 1175 Schiedsrichter: Abalo & Maurer |
| Samstag, 25. Mai 2024 17:30 Uhr | meiste Tore: Aellen (7) | (11:15)      | meiste Tore: Wolff (8) | Saalsporthalle, Zürich Zuschauer: 1175 Schiedsrichter: Abalo & Maurer |
| Samstag, 25. Mai 2024 17:30 Uhr | Strafen: 1×             | Spielbericht | Strafen: 1× 2×         | Saalsporthalle, Zürich Zuschauer: 1175 Schiedsrichter: Abalo & Maurer |

| Freitag, 31. Mai 2024 18:15 Uhr | LC Brühl Handball         | 31:30 n. V.      | GC Amicitia Zürich    | Kreuzbleiche, St. Gallen Zuschauer: 2250 Schiedsrichter: Brunner & Salah |
| Freitag, 31. Mai 2024 18:15 Uhr | meiste Tore: Altherr (11) | (12:11), (26:26) | meiste Tore: Bopp (9) | Kreuzbleiche, St. Gallen Zuschauer: 2250 Schiedsrichter: Brunner & Salah |
| Freitag, 31. Mai 2024 18:15 Uhr | Strafen: 1× 4×            | Spielbericht     | Strafen: 1× 5×        | Kreuzbleiche, St. Gallen Zuschauer: 2250 Schiedsrichter: Brunner & Salah |